# ウシャコダ
ウシャコダ（WSHAKODA）は、日本のバンド。
パンク、ジャズ、ブルース、カントリー、ハワイアン、ジャイブをミックスさせた、ノン・ジャンルの音楽を特徴とする。

## 経歴
千葉県松戸市出身の男性6人が結成。1978年、ヤマハ主催のEastWestで、シャネルズらを抑えて、最優秀グランプリを獲得（この時の演奏はのちにアルバム「East West '78」キャニオン・レコードに収録。同大会で初めて黒塗り姿で登場したシャネルズはウシャコダに敗れ優秀賞）。1979年、ワーナー・パイオニアより、1stアルバム「土一揆」をリリース。デビュー当初、「千葉県の百姓」をイメージさせる麦わら帽子姿で話題を集めた。1984年9月1日 東京渋谷ライブインでのLIVEを最後に解散。13年後の1997年に、松戸市馬橋のライブスポット・オリンズにて再結成。現在も活動を続けている。